# Topología final
En topología general, la topología final en un conjunto {\displaystyle X} con respecto a una familia de aplicaciones de espacios topológicos en {\displaystyle X} es la topología más fina en {\displaystyle X} que hace que todas esas aplicaciones sean continuas.
La noción dual es la topología inicial, que para una familia dada de aplicaciones de un conjunto {\displaystyle X} en espacios topológicos es la topología menos fina en {\displaystyle X} que hace que esas aplicaciones sean continuas.

## Definición
| Topología final Sea {\displaystyle X} un conjunto no vacío, {\displaystyle \{\left(Y_{i},{\mathcal {T}}_{i}\right)\}_{i\in I}} una familia arbitraria de espacios topológicos y {\displaystyle {\mathcal {F}}=\{f_{i}:Y_{i}\to X\,:i\in I\}} una familia de aplicaciones. Se define la topología final en {\displaystyle X} inducida por la familia de aplicaciones {\displaystyle {\mathcal {F}}} como: {\displaystyle {\mathcal {T}}_{\mathcal {F}}=\{U\subseteq X:f_{i}^{-1}(U)\in {\mathcal {T}}_{i}\quad \forall i\in I\}} |

Por construcción, {\displaystyle {\mathcal {T}}_{\mathcal {F}}} es la  topología más fina en {\displaystyle X} tal que {\displaystyle f_{i}:(Y_{i},{\mathcal {T}}_{i})\to (X,{\mathcal {T}}_{\mathcal {F}})} es continua para todo {\displaystyle i\in I} .
Los cerrados de {\displaystyle {\mathcal {T}}_{\mathcal {F}}} tienen una caracterización análoga: un subconjunto {\displaystyle C\subseteq X} es cerrado de la topología final {\displaystyle {\mathcal {T}}_{\mathcal {F}}} si y solo si {\displaystyle f_{i}^{-1}(C)\subseteq Y_{i}} es cerrado de {\displaystyle {\mathcal {T}}_{i}} para cada {\displaystyle i\in I} .

## Ejemplos
- La topología cociente es la topología final con respecto a la proyección canónica.